# Bancroft (Maine)
Bancroft – miasto w Stanach Zjednoczonych, w stanie Maine, w hrabstwie Aroostook.